# Тетраселенид триурана
Тетраселенид триурана — бинарное неорганическое соединение
урана и селена
с формулой U3Se4,
кристаллы.

## Получение
- Спекание стехиометрических количеств чистых веществ в инертной атмосфере:

{\displaystyle {\mathsf {3U+4Se\ {\xrightarrow {1680^{o}C}}\ U_{3}Se_{4}}}}
- Термическое разложение триселенида диурана в вакууме [2]:

{\displaystyle {\mathsf {3U_{2}Se_{3}\ {\xrightarrow {1350-1400^{o}C}}\ 2U_{3}Se_{4}+Se}}}

## Физические свойства
Тетраселенид триурана образует кристаллы 
кубической сингонии, пространственная группа I 43d, параметры ячейки a = 0,876 нм, Z = 4,
структура типа тетрасульфида триурана U3S4
.
Соединение образуется по перитектической реакции при температуре 1680°C.